# Elodina parthia
Espèce
Elodina parthia est une espèce de lépidoptères (papillons) de la famille des Pieridae.
- Répartition : Queensland.